# Zelotes cassinensis
Zelotes cassinensis este o specie de păianjeni din genul Zelotes, familia Gnaphosidae, descrisă de Fitzpatrick în anul 2007.
Este endemică în Guinea-Bissau. Conform Catalogue of Life specia Zelotes cassinensis nu are subspecii cunoscute.